# Хронологија Народноослободилачке борбе јануар 1945.
Хронолошки преглед важнијих догађаја везаних за Народноослободилачку борбу народа Југославије, који су се десили током јануара месеца 1945. године:
| ← децембар '44. · Хронологија Народноослободилачке борбе у 1945. години · фебруар → 1 · 2 · 3 · 4 · 5 · 6 · 7 · 8 · 9 · 10 · 11 · 12 · 15 · 16 · 17 · 18 · 19 · 20 · 21 · 22 · 24 · 25 · 27 · 28 · 30 · 31 |

### 1. јануар
- По наређењу Врховног штаба НОВ и ПОЈ формиране Прва, Друга и Трећа армија НОВЈ. У састав Прве армије ушле су: Прва пролетерска, Шеста личка, Пета и Једанаеста крајишка и 21. српска дивизија и Коњичка бригада; у састав Друге армије: Седамнаеста источнобосанска, 23. и 25. српска, 28. славонска, и 45. српска дивизија; у састав Треће армије: 16, 36 и 51. војвођанска дивизија. У оперативном погледу под команду Штаба Треће армије стављени су Шести славонски и Десети загребачки корпус, а под команду Штаба Друге армије Трећи босански корпус.
- Главни штаб НОВ и ПО Македоније наредио да се јединице 15. македонског корпуса пребаце из Македоније на Сремски фронт, што је наредних дана и учињено.
- У рејону Мојковца јединице Треће ударне дивизије отпочеле су дводневну тешку борбу против делова немачке 22 и 181 пешадијске дивизије. Непријатељ се повукао према Бијелом Пољу, претрпевши велике губитке у мртвима и рањенима. Јединице НОВЈ имале су 7 мртвих и 18 рањених. Заплењена је велика количина оружја, муниције и друге ратне опреме, као и 50 камиона.

### 2. јануар
- У Новом Саду, у присуству 650 делегата, отпочела Прва покрајинска конференција АФЖ Војводине. У току четвородневног рада изабран је Покрајински одбор АФЖ-а и постављени су задаци за будући рад.
- Делови Четврте крајишке дивизије заузели су Вареш. Погинуло је 16 и рањено 35 немачких војника, док су јединице НОВЈ имале 11 рањених. Уништена су 2 оклопна воза и заплењена 3 п. митраљеза, 3 лака бацача, 40 пушака и 10.000 метака.
- Јединице Осме кордунашке дивизије и Унске оперативне групе, у садејству са Трећом бригадом Седме банијске дивизије, после тродневних борби против делова немачке 373. легионарске дивизије и Осме усташке бригаде, заузеле села Броћанац и Чатрња, код Дрежник Града. Непријатељ је имао преко 250 мртвих и више рањених, а јединице НОВЈ - 35 мртвих и 200 рањених.

### 3. јануар
- У Срему делови немачког 34. армијског корпуса напали положаје 21. српске дивизије, заузели село Нијемце, код Шида, одбацили 21. дивизију на леву обалу реке Босута и избили на линију село Комлетинци-Оролик-Борак. Губици непријатеља: више стотина избачених из строја, а 21. српске дивизије: 182 мртва и 308 рањених.

| 1 2 3 4 5 6 7 8 9 10 11 12 15 16 17 18 19 20 21 22 24 25 27 28 30 31 |

### 4. јануар
- Седма црногорска омладинска бригада „Будо Томовић“ ослободила Бијело Поље. Немачке снаге су под борбом одступиле према селу Бродареву и Пријепољу.
- На Сремски фронт пристигла Шеста пролетерска дивизија „Никола Тесла“ која је, због напада делова немачког 34. армијског корпуса, враћена из Београда. Дивизија је посела одбрамбене положаје на левој обали реке Босута - од села Нијемаца до шуме Кабларовац, код Шида.
- У близини Травника, у борби против немачких јединица, погинуо командант батаљона у Шестој крајишкој ударној бригади Душан Кошутић (1912—1945), народни херој.

### 5. јануар
- У Новом Саду, по наређењу Штаба ваздухопловства НОВЈ формирани штабови 11. ваздухопловне (ловачке) дивизије и 42. ваздухопловне (јуришне) дивизије.

### 6. јануар
- Врховни командант НОВ и ПОЈ маршал Јосип Броз Тито и шеф британске Војне мисије генерал Фицрој Меклин потписали Уговор о успостављању ваздухопловне базе у околини Задра за потребе савезничког ваздухопловства, а у циљу помоћи НОВ и ПОЈ.
- У Скопљу, од 6. до 8. јануара, у присуству преко 1.000 делегата, одржан Други конгрес Народноослободилачког омладинског савеза Македоније (мкд. Народноослободителната Младински сојуз на Македонија - НОМСМ).[1]

### 7. јануар
- У Скопљу, у присуству око 1.000 делегата македонске омладине, затим представника совјетске, бугарске, грчке, албанске, српске, хрватске, словеначке и црногорске омладине, као и омладине из Пиринске и Егејске Македоније, и представника совјетске, енглеске и америчке војне мисије, отпочео тродневни рад Другог конгреса Антифашистичке омладине Македоније (НОМСМ).

### 8. јануар
- У циљу заузимања села Питомаче, код Вировитице и одбацивања немачких и домобранских јединица према Барчу и Ђурђевцу Десети загребачки корпус и 40. славонска дивизија напали непријатеља у рејону села Питомаче. После једнодневних борби против три пука немачке Прве козачке коњичке дивизије и домобранске Прве пешадијске дивизије напад јединица НОВЈ је одбијен, па су се оне 9. јануара ујутро повукле према селу Спишићу.
- У току ноћи 8/9. јануара главнина 27. источнобосанске дивизије, у садејству са деловима 45. српске дивизије, напала немачку 903. бригаду у Власеници. Напад је обновљен 10/11. јануара, али због јаког отпора, Власеница није заузета. Погинуо је и рањен већи број немачких војника, док је 27. дивизија имала 17 мртвих и 30 рањених.

| 1 2 3 4 5 6 7 8 9 10 11 12 15 16 17 18 19 20 21 22 24 25 27 28 30 31 |

### 9. јануар
- Председник владе Уједињеног Краљевства Винстон Черчил упутио краљу Петру II Карађорђевићу писмени захтев да без одлагања призна „Београдски споразум“ (споразум Тито-Шубашић од 2. новембра 1944).
- На Бледу минерско-саботажни водови Седме словеначке ударне бригаде минирањем оштетили хотел „Петран“, у коме се налазила Десета чета немачког пука „Бранденбург“ и хотел „Парк“, у коме је био смештен Штаб тога пука. Погинуло је преко 40 немачких војника и официра и уништена је радио-станица.

### 10. јануар
- У Крању, у хотелу „Европа“, где се налазио центар Гестапоа, помоћник начелника обавештајног центра Кокршког партизанског одреда подметнуо темпирану бомбу. Од експлозије је погинуло 12 гестаповаца, полицајаца и официра (међу њима 5 виших официра), тешко рањено њих 17 (од којих је 15 умрло у болници) и више њих лакше повређено.
- После тродневних борби против заштитница немачког 21. армијског корпуса јединице 37. санџачке дивизије ослободиле Пријепоље. Непријатељ је имао преко 100 војника избачених из строја, а јединице 37. дивизије - 5 мртвих и 20 рањених.

### 11. јануар
- Краљ Петар II Карађорђевић одржао састанак са представницима политичких странака у емиграцији на коме је испитивана могућност стварања нове Владе, након чега је издат Проглас о одбацивању Београдског споразума од 2. новембра 1944. године. Одбијање прихватања споразума, од стране комунистичких влати у земљи је било окарактерисано као „дворски пуч”, након чега су широм земље биле организоване демонстрације против краљеве одлуке.[2][3]

### 12. јануар
- Гонећи заштитницу немачког 21. армијског корпуса и четнике долином реке Лима јединице 37. санџачке дивизије ослободиле Прибој.

### 14. јануар
- У Београду основано „Друштво за културну сарадњу Југославија-СССР“ и изабран Акциони одбор са задатком да ради на организовању и јачању организације, која је настала на темељима организације „Друштво пријатеља СССР“, која је илегално деловало у време Краљевине Југославије. Задатак Друштва био је повезивање југословенских и совјетских уметника, као и организација гостовања совјетских уметника и других интелектуалаца у Југославији, као и југословенских у Совјетском Савезу. До краја 1946. Друштво је бројало преко 15.000 чланова, имало 80 локалних одбора и издавало часопис Југославија-СССР. Међу 59 оснивача Друштва, налазили су се познати интелектуалци, комунисти и русофили — Антун Аугустинчић, Исидора Секулић, Лојзе Долинар, др Иван Рибар, др Синиша Станковић, Сретен Стојановић, др Павле Савић, Милован Ђилас, Родољуб Чолаковић, Радован Зоговић, Марко Ристић, др Владислав Рибникар, Оскар Данон, Рато Дугоњић, Борис Зихерл, Јара Рибникар, Моша Пијаде и др. Након доношења Резолуције Информбироа и избијања политичког сукоба између Југославије и Совјетског Савеза, активност Друштво је током 1948. нагло смањена, а половином наредне године Друштво је престало да постоји.[4]

| 1 2 3 4 5 6 7 8 9 10 11 12 15 16 17 18 19 20 21 22 24 25 27 28 30 31 |

### 15. јануар
- Црногорски четници с Павлом Ђуришићем на челу, повлачећи се из Црне Горе, преко Србије, пребацили се код Вишеграда у источну Босну.

### 16. јануар
- Немачка 22. пешадијска дивизија отпочела наступање из Соколца ка Власеници. После оштрих тродневних борби она је одбацила делове 25. српске дивизије и 27. источнобосанске дивизије и ушла у Власеницу.

### 17. јануар
- На Сремском фронту немачки 34. армијски корпус отпочео нападе на јединице Прве армије НОВЈ с циљем да скрати и стабилизује фронт. После дводневних борби Прва армија НОВЈ је уводећи у борбу и јединице другог ешелона, спречила даљи продор непријатеља, који је заузео село Товарник и Шид. Потом, је Прва армија, ојачана и Другом пролетерском дивизијом, 19. јануара прешла у противудар, ослободила Шид и принудила непријатеља да се повуче на линију село Мохово-Илинци-Батровци-лева обала реке Босута до села Липовца. На овој линији фронт је коначно стабилизован, а обе су стране прешле на позициону одбрану.

### 18. јануар
- Код Шида у борбама против немачких јединица, погинуо командир чете у Трећој крајишкој пролетерској ударној бригади Миладин Зорић Гарача (1920–1945), народни херој.
- У селу Коренићу, код Канфанара, док се одржавала конференција, немачки војници смртно ранили председника Обласног Народноослободилачког одбора за Истру, члана Обласног комитета КПХ за Истру и члана ЗАВНОХ-а, Јоакима Раковца (1914—1945), народног хероја, који је убрзо умро од последица рањавања.

| 1 2 3 4 5 6 7 8 9 10 11 12 15 16 17 18 19 20 21 22 24 25 27 28 30 31 |

### 19. јануар
- Краљ Петар II Карађорђевић примио владину делегацију, коју је предводио председник Владе Иван Шубашић. Она је захтевала да краљ јасно одговори да ли прихвата регенство или не. Краљ је, као услов признања споразума Тито-Шубашић, затражио право да сам изабере намеснике и да емигрантске грађанске групе у Лондону саме одаберу своје представнике за будућу Народну скупштину.
- На путу Костајница-Двор на Уни, из заседе, јединице Прве ударне бригаде „Васиљ Гаћеша“ и Треће ударне бригаде Седме банијске дивизије извршиле напад на немачке и усташке колоне из Костајнице, Дивуше и Двора. У жестокој борби, у узастопним нападима и противнападима, непријатељ је претрпео губитке од око 80 мртвих и рањених, а јединице Седме банијске дивизије - 5 мртвих и 11 рањених.

### 20. јануар
- Између села Клокота и Билнловца, на путу Сарајево-Бусовача, делови Десете крајишке дивизије из заседе напали немачку моторизовану колону и нанели јој губитке од око 40 мртвих, 30 рањених и 3 заробљена (уз сопствене губитке од 1 мртвог и 6 рањених), запленили 12 пушкомитраљеза и уништили два камиона и два путничка аутомобила.

### 21. јануар
- Код села Г. Брке и Липовице делови немачке 7. СС дивизије „Принц Еуген“ из Брчког напали Шесту пролетерску источнобосанску ударну бригаду. После оштре једнодневне борбе непријатељ је одбијен уз осетне губитке док је бригада имала 30 мртвих и 62 рањена.

### 22. јануар
- Главнина немачке 104. ловачке дивизије, делови борбене групе „Ебелајн“ и три батаљона усташа, наступајући од Зенице, после четвородневне борбе против главнине Четврте крајишке дивизије и делова Седме крајишке ударне бригаде заузели Травник. Погинуо је и рањен велики број непријатељских војника, док су Четврта крајишка дивизија и Седма крајишка бригада имале 72 погинула, 188 рањених и 21 несталог.

### 24. јануар
- Код села Бубна и Малог Грђевца, код Бјеловара, 33. хрватска дивизија и Прва загорска бригада, после седмочасовне борбе, одбиле напад делова немачке Прве козачке коњичке дивизије и домобранског 21. пешадијског пука из Велике Писанице и Великог Грђевца. Непријатељ је имао 75 мртвих и рањених, а јединице НОВЈ 11 мртвих и 44 рањена.
- У Загребу усташе убиле 40 присталица Народноослободилачког покрета Југославије.

| 1 2 3 4 5 6 7 8 9 10 11 12 15 16 17 18 19 20 21 22 24 25 27 28 30 31 |

### 25. јануар
- На линији село Адолфовац-Чађавица-Носковци, код Подравске Слатине, јединице 16. војвођанске и 51. македонске дивизије извршиле напад на немачке и усташко-домобранске снаге у циљу њихове ликвидације западно од Новог дравског канала. Напад није успео, па су се јединице НОВЈ сутрадан повукле, претрпевши губитке од око 420 мртвих и рањених.

### 27. јануар
- По наређењу Врховног штаба НОВ и ПОЈ 17. источнобосанка и 28. славонска дивизија напале немачке и усташко-домобранске снаге у Бијељини. Напад је неколико пута обнављан, али град није заузет због јаког отпора непријатеља и због погоршане ситуације у рејону Зворника, па је Штаб Друге армије НОВЈ, 3. фебруара, обуставио напад и тежиште борби пренео на комуникацију село Дрињача-Зворник, ради напада на делове немачке 22. пешадијске дивизије. Непријатељ је претрпео губитке од око 100 мртвих и преко 200 рањених, а јединице Друге армије НОВЈ имале су 260 мртвих и 570 рањених.
- У селу Дрињачи, код Зворника, делови 38. источнобосанке дивизије напали делове немачке 22. пешадијске дивизије. Напад је обновљен 29. јануара, али место није заузето због јаког отпора непријатеља. Непријатељ је претрпео осетне губитке, а јединице 38. дивизије су имале 33 мртва и 43 рањена.
- Делови немачке 369. легионарске дивизије и усташко-домобранске снаге из Широког Бријега и Мостара, после тродневне борбе, разбили Четврту далматинску бригаду и заузели Љубушки, Чапљину и Метковић.

### 28. јануар
- У Београду, 28. и 29. јануара, одржан митинг жена Србије на коме је изабран Главни одбор Антифашистичког фронта жена Србије, од 98 чланица. Председништво Главног одбора чиниле су  председница Ружа Прибићевић, прва потпредседница Спасенија Бабовић, пруга потпредседница Мара Миљковић, први секретар Разумена Петровић и други секретар Јелена Поповић.[5][6]
- На линији село Велики Зденци-Кончаница-Брестовац 33. хрватска и Четврта бригада Дванаесте славонске дивизије, после дводневних борби, одбиле напад делова немачке Прве козачке коњичке дивизије из села Гарешнице и Павловца и спречиле им продор у Дарувар. Непријатељ је имао око 300 мртвих и рањених, а јединице НОВЈ 50 мртвих и рањених.

### 29. јануар
- Краљ Петар II Карађорђевић пренео своју власт на регентски савет и признао Владу др Ивана Шубашића.

### 30. јануар
- У селу Бапској, код Шида, у болници Друге пролетерске дивизије, подлегао тешкој рани помоћник комесара Треће батаљона Друге пролетерске ударне бригаде Петар Ивановић Перица, народни херој.

### 31. јануар
- Под притиском јединица 33. хрватске и 40. славонске дивизије, немачке и усташко-домобранске снаге напустиле села Кончаницу, Брестовац, Велике и Мале Зденце и Павловац, код Бјеловара и повукле се у села Гарешницу и Велики Грђевац.

| 1 2 3 4 5 6 7 8 9 10 11 12 15 16 17 18 19 20 21 22 24 25 27 28 30 31 |